# أندريه روزفلت
أندريه روزفلت (بالفرنسية: Albert Roosevelt) هو لاعب اتحاد الرغبي ومنتج أفلام أمريكي وفرنسي، ولد في 24 أبريل 1879 في باريس في فرنسا، وتوفي في 21 يوليو 1962 في بورت أو برانس في هايتي.

## وصلات خارجية
- أندريه روزفلت عل موقع إسبنسكروم (الإنجليزية)
- أندريه روزفلت على موقع اللجنة الأولمبية الدولية (الإنجليزية)
- أندريه روزفلت على موقع أوليمبيديا (الإنجليزية)
- أندريه روزفلت على موقع IMDb (الإنجليزية)
- أندريه روزفلت على موقع قاعدة بيانات الفيلم (الإنجليزية)
- أندريه روزفلت على موقع كينوبويسك (الروسية)